# Télé Bleue
Télé Bleue est une chaîne de télévision locale française ayant émis à Nîmes et ses environs entre 1986 et 2001.

## Histoire de la chaîne

### Création de la chaîne
La chaîne Télé Bleue est mise en service au cours de l'année 1986 à Garons.
Des autorisations temporaires sont délivrées par le Conseil Supérieur de l'Audiovisuel entre 1989 et 1991 puis durablement dès le 12 mai 1992. Une diffusion par radio existe alors également sur la fréquence de 104,5 MHz.

### Arrêt de la chaîne
La chaîne Télé Bleue ne diffuse plus aucun programme depuis l'an 2000 (ni émission locale ni journal télévisé quotidien...) tout en poursuivant l'occupation d'un canal.
La durée d'émission de programmes en clair doit compter un minimum de douze heures par jour, une obligation contractuelle que la chaîne n'a jamais été en mesure de remplir au cours de son existence. Seul le logo de la chaîne de télévision locale apparaît en permanence, de manière fixe avec fond sonore et défilement d'annonces principalement orientées vers des particuliers. Par ailleurs, Télé Bleue ne possède pas de mire lui étant propre.
Des mises en demeure sont adressées à la chaîne en 1999 et en 2000 mais ne resteront suivies d'aucun effet.
Le C.S.A. s'empare de l'affaire via le tribunal de grande instance de Nîmes. Cette juridiction inflige le 29 août 2000 une sanction à la chaîne locale pour non-respect des obligations légales et conventionnelles.
L'autorisation d'émission a été définitivement retirée l'année suivante, les locaux et l'ensemble du matériel ont été saisis.

## Grille de programmes
Durant toute l'existence de cette chaîne, le volume des programmes est demeuré restreint pour devenir quasiment nul à partir des années 1990.  Aucune information ne permet cependant d'expliquer avec certitude cette tendance.
Les rares programmes diffusés sur cette chaîne furent surtout dévolus aux spectacles de la tauromachie.

## Diffusion
L'aire d'émission se situe alors dans un triangle comprenant Nîmes ainsi que la Camargue et une partie du littoral de l'Hérault.